# Mr. Know It All
«Mr. Know It All» — первый сингл американской поп-певицы Келли Кларксон с её пятого студийного альбома Stronger. Авторами песни стали Брайан Силз, Эстер Дин, Бретт Джейм и Данте Джонс. Песня отличается от предыдущих работ Кларксон; сама певица характеризует свой вокал в ней как «грубый», поскольку при записи авторы и продюсеры желали сохранить звучание подобное живому концертному выступлению. Премьера песни состоялась 30 августа 2011 года. 5 сентября сингл вышел в продажу в интернете.

## Отзывы критиков
Песня «Mr. Know It All» получила как позитивные, так и нейтральные отзывы музыкальных критиков. В телепрограмме MTV News было отмечено, что песня является типичной работой Кларксон — целеустремлённой и дерзкой композицией с сильной мелодией и припевом; также подмечено, что в ней присутствуют элементы стиля R&B, раскрывающие новые грани вокального таланта певицы, и происходит некий отход от традиционного для певицы стиля поп-рок. Billboard отметил, что текст песни остаётся дерзким и напористым, как и в предыдущих работах Кларксон, но музыкальная составляющая стала мягче. About.com поставил песне 4,5 балла из 5 и отметил «недооценённый вокал, в совершенстве передающий все оттенки» и «сильный» текст песни. В той же рецензии было сказано, что «Mr. Know It All» представляет собой один из лучших образцов женского вокала в стиле поп 2011 года.
Во многих отзывах (например, журнала Rolling Stone) отмечается схожесть припева с песней Бруно Марса «Just the Way You Are». Сайт Popdust заострил внимание на этом сходстве и заявил, что данный случай подобен тому, что уже происходил с Кларксон и её песней «Already Gone», имевшую сильное сходство с песней Бейонсе «Halo», однако в том случае у песен был один и тот же автор (Райан Теддер), а авторы «Mr. Know It All» не имеют ничего общего с Бруно Марсом и The Smeezingtons; вывод отзыва состоит в том, что «вина лежит на авторах песни, а не на певице».

## Видеоклип
Съёмки клипа прошли 25 августа 2011 года, режиссёром стал Джастин Френсис. Основной идеей клипа стала концепция разнообразия; основной посыл песни — «вы ничего не знаете обо мне», в нём присутствует стена с газетными вырезками различных сплетен о Кларксон — о ссорах со спонсорами, утечке песен в интернет, лишнем весе певицы и др. В клипе Келли Кларрксон пытается показать, что на самом деле никто ничего не знает в точности, и такие сплетни — смешны. В клипе Келли читает статью в интернете про утечку её нескольких новых песен в интернет; это реально случилось с певицей в июле 2011 года, когда несколько демозаписей для её нового альбома попало в сеть. Издание Entertainment Weekly отметило, что песня сама по себе рассказывает о неком дезинформированном человеке, а в клипе охватывается более широкая тема — распространение ложной информации в средствах массовой информации и блогосфере Hollywood.com посчитал, что основным посылом видеоклипа и песни является отстаивание права на свою независимость. Премьера клипа состоялась на VEVO 26 сентября 2011 года.

## Живые выступления
Келли Кларксон выступила с «Mr. Know It All» впервые на фестивале Stars for Free в Берлине 10 сентября 2011. 20 сентября она исполнила песню в шоу Джея Лено The Tonight Show With Jay Leno, а 22 сентября — в телешоу Эллен Дедженерес. 23 сентября 2011 она выступила с песней на фестивале iHeartRadio в Лас-Вегасе, а 28 сентября — в австралийском музыкальном телешоу The X Factor Australia. 2 октября 2011 Кларксон исполнила «Mr. Know It All» на Финальном матче Национальной Лиги Регби, состоявшемся на стадионе Австралия.

## Список композиций
Digital Download
| №  | Название          | Длительность |
| -- | ----------------- | ------------ |
| 1. | «Mr. Know It All» | 3:52         |

CD сингл
| №  | Название                                                   | Длительность |
| -- | ---------------------------------------------------------- | ------------ |
| 1. | «Mr. Know It All»                                          | 3:52         |
| 2. | «My Life Would Suck Without You» (Chriss Ortega Radio Mix) | 3:40         |

## Чарты
«Mr. Know It All» дебютировала на 30 месте хит-парада Billboard Adult Pop Songs. 15 сентября песня вошла в чарт Billboard Hot 100 с 18 позиции. «Mr Know It All» дебютировала на первом месте чарта цифровых загрузок Южной Кореи.
| Чарт (2011)                                 | Лучший результат |
| ------------------------------------------- | ---------------- |
| Австралия (ARIA)                            | 1                |
| Австрия (Ö3 Austria Top 40)                 | 26               |
| Бельгия/Фландрия (Ultratip Bubbling Under)  | 6                |
| Бельгия/Валлония (Ultratip Bubbling Under)  | 14               |
| Канада (Billboard Canadian Hot 100)         | 11               |
| Германия (GfK)                              | 18               |
| Ирландия (IRMA)                             | 14               |
| Европа (Billboard European Hot 100 Singles) | 18               |
| Gaon Chart                                  | 1                |
| K-Pop Hot 100                               | 78               |
| Japan Hot 100                               | 33               |
| Нидерланды (Single Top 100)                 | 90               |
| Новая Зеландия (Recorded Music NZ)          | 8                |
| Швейцария (Schweizer Hitparade)             | 22               |
| Шотландия (OCC Scotland)                    | 4                |
| Великобритания (OCC UK Singles)             | 4                |
| США (Billboard Hot 100)                     | 10               |
| США (Billboard Adult Contemporary)          | 12               |
| США (Billboard Adult Pop Airplay)           | 3                |
| США (Billboard Pop Airplay)                 | 13               |

## Хронология релизов
| Страна         | Дата             | Формат                  | Лейбл                |
| -------------- | ---------------- | ----------------------- | -------------------- |
| США            | 30 августа 2011  | Радио                   | RCA Records          |
| США            | 5 сентября 2011  | CD сингл                | RCA Records          |
| США            | 5 сентября 2011  | цифровая дистрибуция    | RCA Records          |
| Канада         | 5 сентября 2011  | цифровая дистрибуция    | Sony Music           |
| Франция        | 5 сентября 2011  | цифровая дистрибуция    | Sony Music           |
| Австралия      | 5 сентября 2011  | цифровая дистрибуция    | Sony Music           |
| Австрия        | 5 сентября 2011  | цифровая дистрибуция    | Sony Music           |
| Бельгия        | 5 сентября 2011  | цифровая дистрибуция    | Sony Music           |
| Дания          | 5 сентября 2011  | цифровая дистрибуция    | Sony Music           |
| Финляндия      | 5 сентября 2011  | цифровая дистрибуция    | Sony Music           |
| Греция         | 5 сентября 2011  | цифровая дистрибуция    | Sony Music           |
| Ирландия       | 5 сентября 2011  | цифровая дистрибуция    | Sony Music           |
| Италия         | 5 сентября 2011  | цифровая дистрибуция    | Sony Music           |
| Нидерланды     | 5 сентября 2011  | цифровая дистрибуция    | Sony Music           |
| Новая Зеландия | 5 сентября 2011  | цифровая дистрибуция    | Sony Music           |
| Норвегия       | 5 сентября 2011  | цифровая дистрибуция    | Sony Music           |
| Португалия     | 5 сентября 2011  | цифровая дистрибуция    | Sony Music           |
| Испания        | 5 сентября 2011  | цифровая дистрибуция    | Sony Music           |
| Швеция         | 5 сентября 2011  | цифровая дистрибуция    | Sony Music           |
| Швейцария      | 5 сентября 2011  | цифровая дистрибуция    | Sony Music           |
| США            | 12 Сентября 2011 | Hot/Modern/AC радио     | RCA Records          |
| США            | 13 сентября 2011 | Top 40/Mainstream радио | RCA Records          |
| Германия       | 14 октября 2011  | CD сингл                | Sony Music           |
| Великобритания | 23 октября 2011  | цифровая дистрибуция    | RCA Label Group (UK) |
| Великобритания | 25 октября 2011  | CD сингл                | RCA Label Group (UK) |